# Plus grand petit polygone

Le petit polygone à 6 côtés d'aire maximale (à gauche) ; à droite le polygone régulier de même diamètre mais d'aire plus petite.

En géométrie, un plus grand petit polygone, pour un nombre {\displaystyle n\geqslant 3} de côtés, est un polygone convexe, de diamètre unité (dont la distance entre deux de ses points est au maximum égale à 1), qui a une aire maximale parmi tous les {\displaystyle n}-gones de diamètre unité. 
Pour {\displaystyle n} = 4 une solution est le carré mais il y en a d'autres ; pour {\displaystyle n} impair, la solution unique est le polygone régulier mais pour {\displaystyle n} pair la solution est irrégulière.

## Cas des quadrilatères
Pour {\displaystyle n} = 4, l'aire d'un quadrilatère arbitraire est donnée par la formule {\displaystyle S=1/2pq\sin \theta } où {\displaystyle p} et {\displaystyle q} sont les longueurs des diagonales du quadrilatère et {\displaystyle \theta } est l'un des angles qu'elles forment l'une avec l'autre. Pour que le diamètre soit au plus égal à 1, {\displaystyle p} et {\displaystyle q}  doivent eux-mêmes être au plus égaux à 1. Par conséquent, le quadrilatère a la plus grande aire lorsque les trois facteurs de la formule d'aire sont maximisés individuellement, soit lorsque  {\displaystyle p=q=1} et {\displaystyle \sin \theta =1}. La condition {\displaystyle p=q} signifie que le quadrilatère est équidiagonal (diagonales de même longueur), et la condition {\displaystyle \sin \theta =1} signifie qu'il s'agit d'un quadrilatère orthodiagonal (ses diagonales se croisent à angle droit). Les quadrilatères de ce type comprennent le carré à diagonales unitaires, dont l'aire est égale à 1/2. Cependant, une infinité d'autres quadrilatères orthodiagonaux et équidiagonaux ont également un diamètre unité et ont la même aire que le carré (les pseudo-carrés) donc dans ce cas la solution n'est pas unique.

## Cas d'un nombre impair de côtés
Pour les valeurs impaires de {\displaystyle n}, Karl Reinhardt a montré en 1922 que c'est le polygone régulier qui a la plus grande aire parmi tous les polygones de diamètre donné.

## Cas d'un nombre pair de côtés
Dans le cas {\displaystyle n} = 6, le polygone optimal unique n'est pas régulier. La solution dans ce cas a été publiée en 1975 par Ronald Graham, en réponse à une question posée en 1956 par Hanfried Lenz. Elle prend la forme d'un pentagone équidiagonal irrégulier avec un triangle isocèle obtus fixé à l'un de ses côtés, avec la distance du sommet du triangle au sommet opposé du pentagone égale aux longueurs des diagonales du pentagone. Son aire est égale à 0,674981.... (suite A111969 de l'OEIS), nombre, non exprimable par radicaux car il a pour groupe de Galois S10, solution de l'équation :
4096 x10 +8192x 9 − 3008 x8 − 30848 x7 + 21056 x6 + 146496 x5 − 221360 x4 + 1232 x3 + 144464 x2 − 78488 x + 11993 = 0.
Graham a émis l'hypothèse que la solution optimale pour le cas général des valeurs paires de {\displaystyle n} consiste de la même manière en un ({\displaystyle n}−1)-gone équidiagonal avec un triangle isocèle fixé à l'un de ses côtés, son sommet à une distance unitaire du sommet opposé du (n−1)-gone. Dans le cas {\displaystyle n} = 8 ceci a été vérifié par un calcul informatique par Audet et al ,. La preuve de Graham que son hexagone est optimal, et la preuve informatique du {\displaystyle n} = 8 cas, tous deux impliquaient une analyse de cas de tous les "thrackles"  à {\displaystyle n} sommets possibles avec des arêtes rectilignes.
La conjecture complète de Graham, caractérisant la solution au problème du plus grand petit polygone pour toutes les valeurs paires de {\displaystyle n}, a été prouvée en 2007 par Foster et Szabo.